# Косоуцы
Косоуцы также Косэуць (рум. Cosăuţi) — село в Сорокском районе Молдавии. Является административным центром коммуны Косоуцы, включающей также село Иоржница.

## История
Первое документальное упоминание о Косоуцах относится к 17 января 1517 года. В ходе археологических раскопок на месте села было обнаружено человеческое поселение, возраст которого достигает 22 тысяч лет.
Косэуцкий монастырь основан в 1729 году, монахами Гавриилом и Павлом. Рядом с монастырём находится родник с минеральной водой, а немного дальше — днестровские пороги и единственный в Молдавии гранитный карьер.
Паромная переправа Ямполь — Косэуць. Планируется к реализации проекта строительства погранично-мостового перехода через Днестр «Ямполь — Косэуць».

## География
Село расположено на севере Молдавии на правом берегу реки Днестр, напротив украинского города Ямполь на высоте 59 метров над уровнем моря.
Косоуцы знамениты своими мастерами, которые занимаются художественной обработкой камня, изготавливают декоративные элементы для домов, распятия с ликами ангелов, столы, памятники, надгробия и т. п.

## Население
По данным переписи населения 2004 года, в селе Косэуць проживает 2729 человек (1291 мужчина, 1438 женщин).
Этнический состав села:
| Национальность | Число жителей | Процентный состав |
| -------------- | ------------- | ----------------- |
| молдаване      | 2685          | 98,39             |
| русские        | 26            | 0,95              |
| украинцы       | 13            | 0,48              |
| румыны         | 2             | 0,07              |
| болгары        | 1             | 0,04              |
| прочие         | 2             | 0,07              |
| Всего          | 2729          | 100 %             |

## Археология
Древнейшие орудия из рога северного оленя, интерпретированные как составные наконечники остроги, найдены в Молдавии на стоянке верхнего палеолита Косоуцы (Косэуць) на правом берегу Днестра и датируются возрастом около 18 тыс. лет назад.